# Jeanne Gerville-Réache
Jeanne Gerville-Réache (Orthez, 26 mars 1882-New York, 5 janvier 1915) est une chanteuse française d'opéra, contralto.
Sa large gamme vocale lui permet d'aborder plusieurs rôles traditionnellement associés au mezzo-sopranos. Elle commence sa carrière avec succès en Europe, puis part aux États-Unis en 1907 où elle devient très populaire. Elle est particulièrement connue pour son rôle de Dalila dans l’œuvre de Camille Saint-Saëns, Samson et Dalila .

## Biographie
Fille de Ann Léodor Philotée Metelus Gerville-Réache, commandant de Mayotte (1886), gouverneur de Guyane (1886), au service du ministère des finances (1892-1901). Elle étudie le chant avec Rosine Laborde et y rencontre la soprano Emma Calvé. Celle-ci lui permet d'avoir son premier rôle en 1899 dans l'Orphée et Eurydice de Gluck à l'Opéra-comique sous les auspices de Pauline García-Viardot. De 1900 à 1902, elle est en résidence à l'Opéra-comique et obtient de nombreuses louanges pour ses rôles de Catherine dans Le Juif polonais de Camille Erlanger (1900) et de Geneviève dans la première mondiale du Pelléas et Mélisande de Debussy en 1902.
Après une dispute avec Albert Carré, elle quitte l'Opéra-comique et rejoint le Théâtre Royal de la Monnaie à Bruxelles (1903). En 1905, elle joue à Londres au Royal Opera House dans le rôle d'Orphée.
En 1907, elle s'engage avec la Manhattan Opera Company à New York et devient très populaire aux États-Unis dans Pelléas et Mélisande (1908), Samson et Dalila, De Herbergprinses de Jan Blockx (1909) ou Elektra de Richard Strauss.
De 1910 à 1912, elle chante pour la Chicago Grand Opera Company et apparaît aux opéras de Boston et de Philadelphie dans le rôle-titre de Carmen de Bizet, Brangäne dans Tristan und Isolde de Richard Wagner et 
Fricka dans Die Walküre. En 1914-1915, elle s'engage avec l'Opéra national du Canada à Montréal mais meurt à l’âge de 32 ans d'une scepticemie.
Considérée comme une des plus belles voix du siècle, quelques enregistrements par Columbia Records et Victor Talking Machine Company (1908-1913) nous sont parvenus.

## Famille
Elle épouse en 1910, Georges Gibier Rambaud, directeur d'une branche de l'Institut Pasteur à New York. Le couple aura deux fils, Paul et Georges Gibier-Rambaud.